# Буртанимахи
Буртанимахи (дарг. Буртанимахьи) — село в Левашинском районе Дагестана. Входит в состав сельского поселения «Сельсовет „Аршимахинский“».

## География
Село находится между Цудахаром и Хаджалмахи и в 15 км (30 км по дороге) от Леваши.

## Население
| 1895 | 1926 | 1939 | 1970 | 1989 | 2002 | 2010 |
| ---- | ---- | ---- | ---- | ---- | ---- | ---- |
| 314  | ↘311 | ↗346 | ↘183 | ↗198 | ↗290 | ↗301 |
| 2021 |      |      |      |      |      |      |
| ↘287 |      |      |      |      |      |      |

## Этимология
Название происходит направительной форма слова барт — «вход». Селение расположено у входа в ущелье, по которому проходит сокращенный путь из Цудахара (отселком которого является Буртани) в Аварию.